# IJsbaan van Kiyosato
De ijsbaan van Kiyosato (清里町営スケートリンク) is een ijsbaan in Kiyosato in de prefectuur Hokkaido in het noorden van Japan. De openlucht-natuurijsbaan ligt op 23 meter boven zeeniveau. 
Erkende ijsbanen

Niet-erkende ijsbanen